# Osmán Huerta
Osmán Alexis Huerta Cabezas (Antofagasta, 16 giugno 1989) è un calciatore cileno, Attaccante dell Coquimbo Unido.